# Salvador Garriga Polledo
Salvador Garriga Polledo (ur. 6 sierpnia 1957 w Gijón) – hiszpański polityk i ekonomista, wieloletni poseł do Parlamentu Europejskiego.

## Życiorys
Ukończył studia ekonomiczne, uzyskując w 1983 dyplom w zakresie handlu zagranicznego. Prowadził do 1994 własną działalność gospodarczą. W drugiej połowie lat 80. zajmował się także doradztwem gospodarczym.
Wstąpił do Partii Ludowej. Od 1982 do 1987 w jej organizacji młodzieżowej Nuevas Generaciones del PP pełnił funkcję sekretarza ds. kontaktów zagranicznych, później do 1993 był sekretarzem ds. stosunków sektorowych w Partii Ludowej. Od 1987 do 1989 sprawował po raz pierwszy mandat deputowanego do Parlamentu Europejskiego. W latach 1990–1993 zasiadał w Kongresie Deputowanych.
W 1994 ponownie został posłem do Europarlamentu. Skutecznie ubiegał się o reelekcję w wyborach w 1999, 2004 i 2009.